# Hu Rong
Hu Rong es una deportista china que compitió en judo. Ganó una medalla de bronce en el Campeonato Asiático de Judo de 1993, en la categoría de –56 kg.

## Palmarés internacional
| Campeonato Asiático | Campeonato Asiático | Campeonato Asiático | Campeonato Asiático |
| Año                 | Lugar               | Medalla             | Categoría           |
| ------------------- | ------------------- | ------------------- | ------------------- |
| 1993                | Macao (Portugal)    | Medalla de bronce   | –56 kg              |